# حمام مرتضى
حمّام مرتضى علي   أحد أقدم حمامات بغداد العامة  في الجانب الغربي من بغداد بمدينة الكاظمية ويقع مباشرة قبالة باب قريش التي تؤدي إلى محلة الأنباريين. شيد هذا الحمام في القرن الثامن عشر الميلادي. حيث ان بناءه جاء متزامناً  مع بناء جدار الصحن الكاظمي. وان اغلب رواد هذا الحمام من أبناء المنطقة والعاملين في مرقد  الإمام الكاظم من سدنة وغيرهم.وقد ازيل مع توسيع الحرم الكاظمي في نهاية السبعينيات من القرن العشرين.